# Spyker F8-VII

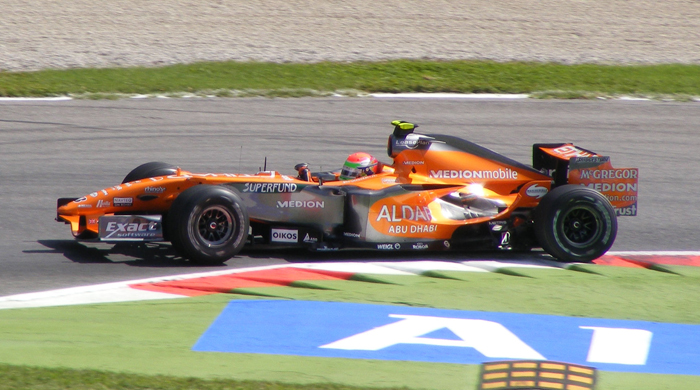
Sakon Yamamoto beim Großen Preis von Italien 2007

Der Spyker F8-VII war ein Formel-1-Rennwagen, den Spyker F1 2007 in der Formel-1-Weltmeisterschaft einsetzte.

## Entwicklungsgeschichte und Technik
Der Spyker F8-VII war eine Weiterentwicklung des Midland M16, den Midland F1 Racing vor dem Verkauf des Teams an Spyker in der Formel-1-Saison 2006 gemeldet hatte. Die Konstruktion wurde von Mike Gascoyne überarbeitet; die Aerodynamik wurde optimiert, das Heck an ein neues Getriebe angepasst.
Beim Großen Preis von China 2006 gab das Team bekannt, dass für die Formel-1-Saison 2007 ein Motorenvertrag mit Ferrari geschlossen wurde und dass der Vertrag mit Fahrer Christijan Albers verlängert wurde. Somit erhielt Spyker neben der Scuderia Toro Rosso für deren Toro Rosso STR2, den 2,4-Liter-V8-Motor mit der Typenbezeichnung 056.
Neben Albers wurde Adrian Sutil verpflichtet, der für MF1 Racing schon als Testfahrer an Bord war. Als einzigen weiteren Fahrer von Midland verpflichtete man den zweiten Deutschen Markus Winkelhock weiter. Neben Winkelhock nahm man auch Fairuz Fauzy, Adrián Vallés und Giedo van der Garde als Testfahrer unter Vertrag.

## Renngeschichte
Spyker hatte 2007 das geringste Budget aller Formel-1-Teams, dennoch gelang es dem Team das Fahrzeug im Laufe des Jahres weiterzuentwickeln. Nach dem Debüt beim Großen Preis von Australien musste das Team allerdings bis zum drittletzten Rennen des Jahres, dem Großen Preis von Japan warten, ehe es durch Adrian Sutil den ersten und einzigen WM-Punkt des Jahres erringen konnte.
Mit diesem achten Rang platzierte sich Spyker am Saisonende auf Rang zehn in der Konstrukteursmeisterschaft.

## Lackierung und Sponsoring
Der F8-VII ist in den Farben Orange und Grau lackiert. Es werben Bridgestone, Etihad Airways, Exact Software, Leaseplan und Medion auf dem Fahrzeug.

## Ergebnisse
| Fahrer               | Nr.                  | 1   | 2   | 3  | 4  | 5   | 6   | 7  | 8   | 9   | 10  | 11  | 12  | 13 | 14 | 15 | 16  | 17  | Punkte | Rang |
| -------------------- | -------------------- | --- | --- | -- | -- | --- | --- | -- | --- | --- | --- | --- | --- | -- | -- | -- | --- | --- | ------ | ---- |
| Formel-1-Saison 2007 | Formel-1-Saison 2007 |     |     |    |    |     |     |    |     |     |     |     |     |    |    |    |     |     | 1      | 10.  |
| A. Sutil             | 20                   | 17  | DNF | 15 | 13 | DNF | DNF | 14 | 17  | DNF | DNF | 17  | 21* | 19 | 14 | 8  | DNF | DNF | 1      | 10.  |
| C. Albers            | 21                   | DNF | DNF | 14 | 14 | 19  | DNF | 15 | DNF | 15  |     |     |     |    |    |    |     |     | 1      | 10.  |
| M. Winkelhock        | 21                   |     |     |    |    |     |     |    |     |     | DNF |     |     |    |    |    |     |     | 1      | 10.  |
| S. Yamamoto          | 21                   |     |     |    |    |     |     |    |     |     |     | DNF | 20  | 20 | 17 | 12 | 17  | DNF | 1      | 10.  |

| Legende  | Legende            | Legende                                                          |
| Farbe    | Abkürzung          | Bedeutung                                                        |
| -------- | ------------------ | ---------------------------------------------------------------- |
| Gold     | –                  | Sieg                                                             |
| Silber   | –                  | 2. Platz                                                         |
| Bronze   | –                  | 3. Platz                                                         |
| Grün     | –                  | Platzierung in den Punkten                                       |
| Blau     | –                  | Klassifiziert außerhalb der Punkteränge                          |
| Violett  | DNF                | Rennen nicht beendet (did not finish)                            |
| Violett  | NC                 | nicht klassifiziert (not classified)                             |
| Rot      | DNQ                | nicht qualifiziert (did not qualify)                             |
| Rot      | DNPQ               | in Vorqualifikation gescheitert (did not pre-qualify)            |
| Schwarz  | DSQ                | disqualifiziert (disqualified)                                   |
| Weiß     | DNS                | nicht am Start (did not start)                                   |
| Weiß     | WD                 | zurückgezogen (withdrawn)                                        |
| Hellblau | PO                 | nur am Training teilgenommen (practiced only)                    |
| Hellblau | TD                 | Freitags-Testfahrer (test driver)                                |
| ohne     | DNP                | nicht am Training teilgenommen (did not practice)                |
| ohne     | INJ                | verletzt oder krank (injured)                                    |
| ohne     | EX                 | ausgeschlossen (excluded)                                        |
| ohne     | DNA                | nicht erschienen (did not arrive)                                |
| ohne     | C                  | Rennen abgesagt (cancelled)                                      |
| ohne     | keine WM-Teilnahme |                                                                  |
| sonstige | P/fett             | Pole-Position                                                    |
| sonstige | 1/2/3/4/5/6/7/8    | Punktplatzierung im Sprint-/Qualifikationsrennen                 |
| sonstige | SR/kursiv          | Schnellste Rennrunde                                             |
| sonstige | *                  | nicht im Ziel, aufgrund der zurückgelegten Distanz aber gewertet |
| sonstige | ()                 | Streichresultate                                                 |
| sonstige | unterstrichen      | Führender in der Gesamtwertung                                   |